# メツァモール原子力発電所
メツァモール原子力発電所（メツァモールげんしりょくはつでんしょ、英語: Metsamor Nuclear Power Plant、アルメニア語: Մեծամորի ատոմային էլեկտրակայան）あるいはアルメニア原子力発電所（英語: Armenian Nuclear Power Plant(ANPP)、アルメニア語: Հայկական ատոմային էլեկտրակայան）は、アルメニアに置かれた同国唯一の原子力発電所であり、国内の電力需要の40%以上を供給している。
1988年に大地震が発生したとき、1号機と2号機がともに停止した。1989年に1号機は永久停止になったものの2号機は1995年から運転を再開した。
地震多発地帯という立地と老朽化の進行及び原子炉格納容器がない旧式のロシア型加圧水型原子炉であることから安全性が不安視されており、世界で最も危険な原子力発電所といわれていた。
しかし、アルメニア国内には他に有力なエネルギー源がなく、諸外国からの即時停止要請にもかかわらず止める事ができない状況が続いていた。
2015年からロシアの融資で運転期間を2026年まで延長するための設備の近代化が始まり、2021年11月に完了した。
2022年1月20日、ロシア国営の原子力総合企業ロスアトム社は、アルメニア原子力発電所で新たなロシア型加圧水型原子炉(VVER)を建設する可能性を探るため、同発電所の経営幹部と了解覚書を締結したと発表した。

## 原子炉

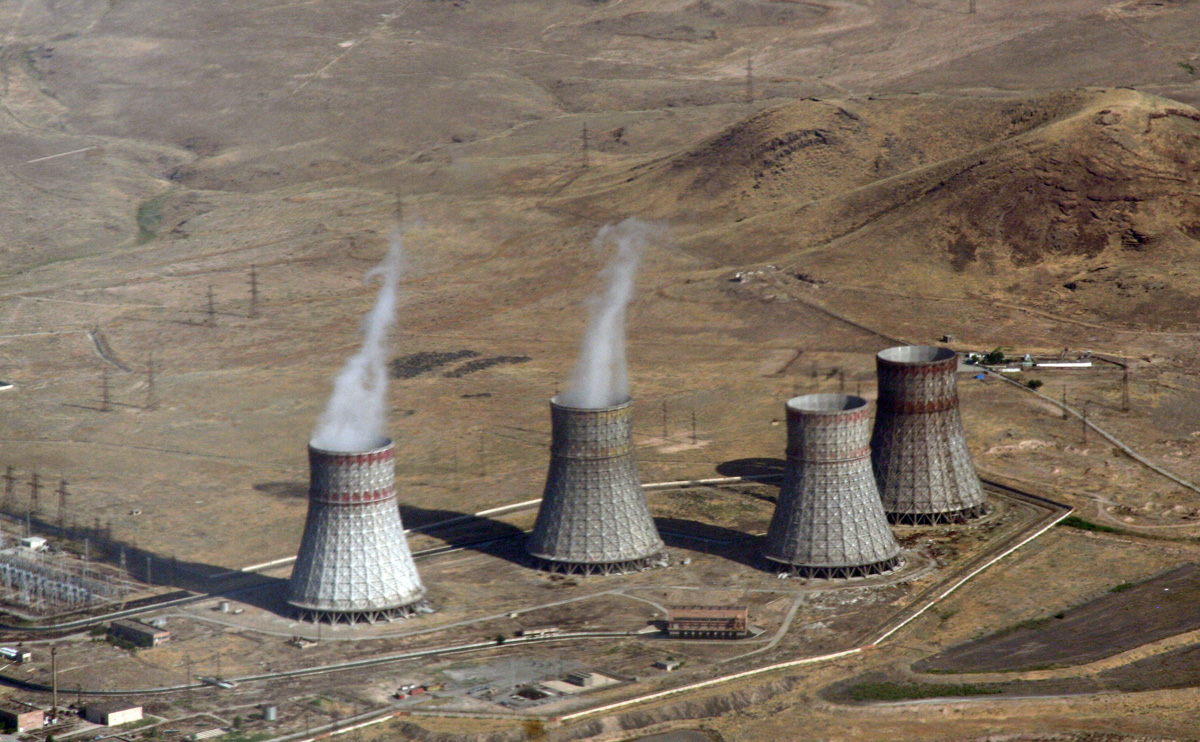
メツァモール原子力発電所の冷却塔

| 原子炉            | 形式                | 正味発電量 (MW) | 総発電量 (MW) | 計画開始     | 初臨界        | 停止          |
| ----------------- | ------------------- | --------------- | ------------- | ------------ | ------------- | ------------- |
| 1号機 (Armenia-1) | VVER-440 Model V230 | 376             | 408           | 1973年1月1日 | 1979年10月6日 | 1989年2月25日 |
| 2号機 (Armenia-2) | VVER-440 Model V230 | 376             | 408           | 1975年7月1日 | 1980年5月3日  |               |

## 2020年ナゴルノ・カラバフ紛争におけるメツァモール原子力発電所
2020年ナゴルノ・カラバフ紛争において当原子力発電所の所在するアルメニア共和国と戦闘状態に陥ったアゼルバイジャンは、2020年7月17日に発電所への攻撃を示唆した。